# سرملکی قنات نو
سرملکی قنات نو، روستایی از توابع بخش مرکزی شهرستان خرم‌بید در استان فارس ایران است.

## جمعیت
این روستا در دهستان خرمی قرار دارد و بر اساس سرشماری مرکز آمار ایران در سال ۱۳۸۵، جمعیت آن ۵۶ نفر (۱۵خانوار) بوده‌است.